# Fabián Bielinsky
Fabián Mario Bielinsky (Buenos Aires, 3 de febrer de 1959 – São Paulo, 29 de juny de 2006) va ser un director de cinema nascut a l'Argentina. Va dirigir només dues pel·lícules, Nueve reinas l'any 2000 i El aura el 2005, Va rebutjar reiteradament l'oferta de fer una nova versió de Nueve reinas per al mercat estatunidenc. Va morir primerencament, d'un infart mentre dormia en São Paulo, on havia viatjat per a realitzar una selecció de repartiment per a un anunci.

## Biografia

### Carrera artística
Bielinsky va començar la seva activitat en cinema en 1972, quan es va incorporar al grup de cinema del Col·legi Nacional de Buenos Aires; amb ells rodaria el seu primer curtmetratge, una adaptació realitzada en Súper 8 del conte Continuidad de los parques de Julio Cortázar. Acabada la seva educació secundària, va cursar estudis superiors a l'Escuela Nacional de Experimentación y Realización Cinematográfica (ENERC) de Buenos Aires (en aquesta època anomenada CERC). Els conclouria en 1983, presentant com a obra de grau una altra adaptació, aquesta vegada de La espera, de Jorge Luis Borges. La polida factura del curtmetratge, protagonitzat per Héctor Bidonde i Guillermo Battaglia, va induir al seu director, el cèlebre crític Roland, a proposar-li enviar una còpia al Festival Internacional de Cinema de Canes. Encara que no va arribar a concursar allí, guanyaria el primer premi del Festival d'Osca i s'exhibiria repetidament en nombrosos festivals.

### Publicitat i televisió
En els anys següents no prosseguiria la seva carrera com a realitzador de ficció; va compaginar una nodrida carrera en publicitat amb la assistència de direcció, treballant al costat de Miguel Pérez (La República perdida II, 1986), Carlos Sorín (La eterna sonrisa de New Jersey, 1989), Marco Bechis (Alambrado, 1991), Eliseo Subiela (No te mueras sin decirme adónde vas, 1995), Mario Levin (Sotto voce, 1996), Daniel Barone (Cohen vs. Rosi, 1998), i Alejandro Azzano (El secreto de los Andes, 1999). També va escriure el guió de la pel·lícula de 1998 La sonámbula, recuerdos del futuro, que dirigiria Fernando Spiner.

### Cinema
En el 1999 finalment va obtenir finançament per a un guió que acaronava feia temps en guanyar un concurs. L'obra, que s'estrenaria a l'agost del 2000 amb el títol de Nueve reinas, desenvolupava un relat policial ambientat en el submón dels estafadors professionals, desplegant successives voltes de rosca en un estil reminiscent potser del de David Mamet, però molt diferent al del cinema argentí precedent o contemporani. Els embolics i creus entre estafadors van seduir als jurats de nombrosos festivals; la pel·lícula va collir premis a Portland, Oslo, Lleida, Lima, Porto, Cognac, Rio de Janeiro, Bogotà, Biarritz i els British Independent Film Awards, a més de set Premis Cóndor de Plata de l'Associació Argentina de Crítics Cinematogràfics, i tant Bielinsky com Ricardo Darín, en el paper protagonista, van ser calorosament aplaudits per la crítica. Diverses productores de Hollywood, entre elles Sony, Fox i Universal li van oferir refer-la en anglès, al que es va negar, adduint que no voldria que les dues primeres pel·lícules que faci fossin la mateixa; és com no avançar. Finalment va vendre el guió a Warner Bros., que amb producció de Steven Soderbergh la va realitzar en 2004 com Criminal, protagonitzada per John C. Reilly i Diego Luna.
Aleshores ja tenia guió per al seu segon llargmetratge, també protagonitzat per Darín. El aura es va rodar en 2004; el guió, més ajustat que el precedent, desenvolupava els temes clàssics del film noir seguint a un taxidermista amb gran memòria espacial, ple d'obsessions morboses. Sense l'humor i la ironia de Nou reines, no va comptar amb l'èxit de taquilla de la seva predecessora, però va fascinar als crítics; el famós Jonathan Holland va escriure una ressenya plena d'elogis per a Variety, i finalment va obtenir sis Còndor de Plata. Els va recollir el 26 de juny de 2006, just abans de viatjar al Brasil per a rodar un espot publicitari.

### Mort
Va morir d'un infart mentre dormia, als 47 anys d'edat. Bielinsky va morir "d'un infart agut de miocardi", segons va informar el seu amic Octavio Nadal. Triat per la família com portaveu per a descartar altres versions que van circular el dia de la seva mort. Nadal va declarar a una ràdio que Bielinsky va morir d'un "infart agut de miocardi" en un hotel de la ciutat brasilera de São Paulo, i va aclarir que el realitzador sofria problemes d'hipertensió arterial.

### Homenatges
En 2011 va obtenir el Premi Konex Post mortem com un dels 5 millors directors de cinema de la dècada a l'Argentina.

### Col·laboradors recurrents
| Actors          | Nueve reinas (2000) | El aura (2005) |
| --------------- | ------------------- | -------------- |
| Ricardo Darín   | ✘                   | ✘              |
| Alejandro Awada | ✘                   | ✘              |
| Claudio Rissi   | ✘                   | ✘              |

## Filmografia
| Cinema | Cinema                              | Cinema                     | Cinema                                | Cinema |
| Any    | Pel·lícula                          | Paper                      | Notes                                 |        |
| ------ | ----------------------------------- | -------------------------- | ------------------------------------- | ------ |
| 1980   | El péndulo                          | Director                   | Curtmetratge                          |        |
| 1983   | La espera                           | Director                   | Curtmetratge                          |        |
| 1986   | La República perdida II             | Assistent de director      | Documental                            |        |
| 1989   | Eversmile, New Jersey               | Assistent de director      |                                       |        |
| 1990   | Alambrado                           | Assistent de director      |                                       |        |
| 1995   | No te mueras sin decirme adónde vas | Assistent de director      |                                       |        |
| 1996   | Sotto voce                          | Assistent de director      |                                       |        |
| 1998   | Cohen vs. Rosi                      | Assistent de director      |                                       |        |
| 1998   | La sonámbula, recuerdos del futuro  | Guionista                  |                                       |        |
| 1999   | El secreto de los Andes             | Assistent de director      |                                       |        |
| 2000   | Nueve reinas                        | Director i guionista       |                                       |        |
| 2004   | Criminal                            | Basada en la seva història | Versió estatunidenca de Nueve reinas. |        |
| 2005   | El aura                             | Director i guionista       |                                       |        |

## Premis i nominacions

### Premis Cóndor de Plata
| Any  | Categoria            | Pel·lícula   | Resultat  | Ref.  |
| ---- | -------------------- | ------------ | --------- | ----- |
| 2001 | Millor pel·lícula    | Nueve reinas | Guanyador | [ 4 ] |
| 2001 | Millor opera prima   | Nueve reinas | Nominat   | [ 5 ] |
| 2001 | Millor director      | Nueve reinas | Guanyador | [ 4 ] |
| 2001 | Millor guió original | Nueve reinas | Guanyador | [ 4 ] |
| 2006 | Millor pel·lícula    | El aura      | Guanyador | [ 6 ] |
| 2006 | Millor director      | El aura      | Guanyador | [ 6 ] |
| 2006 | Millor guió original | El aura      | Guanyador | [ 6 ] |